# Ditha proxima
Ditha proxima är en spindeldjursart som först beskrevs av Beier 1951.  Ditha proxima ingår i släktet Ditha och familjen Tridenchthoniidae. Inga underarter finns listade i Catalogue of Life.